# Friedrich II. (Anhalt)

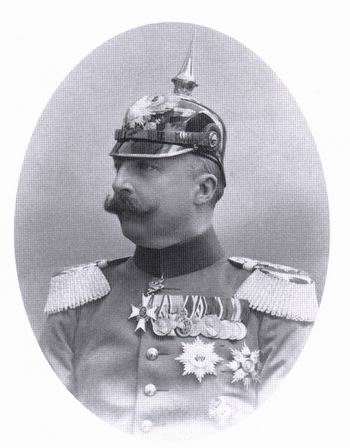
Herzog Friedrich II. von Anhalt

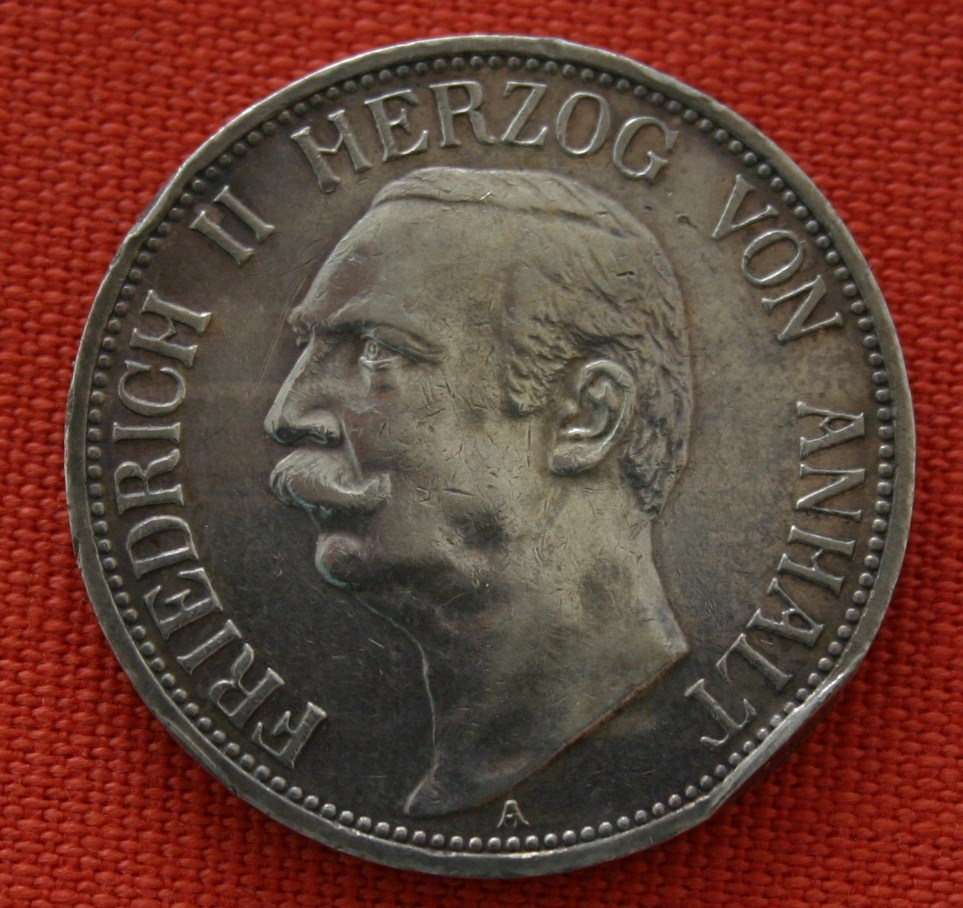
3-Mark-Münze mit Konterfei Friedrichs II. aus dem Jahre 1909

Friedrich II., Herzog von Anhalt (* 19. August 1856 in Dessau; † 21. April 1918 auf Schloss Ballenstedt) war ein deutscher Landesfürst aus dem Geschlecht der Askanier.

## Leben
Leopold Friedrich Eduard Karl Alexander wurde als zweiter Sohn Herzog Friedrichs I. in Dessau geboren. Von 1904 bis 1918 regierte er als Herzog von Anhalt.
Friedrich begab sich zusammen mit seinem älteren Bruder Leopold von Anhalt auf Studienreise nach Genf, Bonn und München. Beide Brüder traten danach als Offiziere in die Preußische Armee ein und blieben bis 1883 im aktiven Dienst. Nach Leopolds frühem Tod 1886 wurde Friedrich Thronfolger und machte sich mit den Belangen der Staatsverwaltung vertraut.
Am 2. Juli 1889 heiratete er in Karlsruhe Prinzessin Marie von Baden, Schwester des späteren Reichskanzlers Max von Baden. Friedrich starb im letzten Jahr des Ersten Weltkriegs ohne Nachkommen. Nachfolger wurde sein Bruder Eduard, der 1918 für wenige Monate regierte und dann ebenfalls kurz vor dem Ende der Monarchie starb. Nacherbe wurde dessen 1901 in Dessau geborener Sohn Joachim Ernst Herzog von Anhalt, zuerst unter Vormundschaft des Prinzen Aribert von Anhalt, Friedrichs Bruder. Seine Schwester Alexandra heiratete Sizzo von Schwarzburg-Rudolstadt, Schwester Elisabeth wiederum wurde Großherzogin von Mecklenburg-Strelitz.
Friedrich II. von Anhalt war seit 1875 Corpsschleifenträger des Corps Borussia Bonn. Im ostbrandenburgischen Landkreis Landsberg (Warthe) besaß er mehrere Rittergüter.

## Der Theaterherzog
Herzog Friedrich widmete er sich ab den 1890er Jahren sehr stark dem Theater und der Oper. Der spätere Bürgermeister von Dessau (siehe unter Öffentliche Ämter), Fritz Hesse (1881–1973), nannte das Herzogliche Hoftheater einen glanzvollen Mittelpunkt im sonst kargen Kulturleben der Stadt. Die Theatersaison begann alljährlich am 1. Oktober und endete am 30. April. An zwei Wochentagen sah man Schauspielvorführungen, am Sonntag meist eine Oper.

## Auszeichnungen

### Orden und Ehrenzeichen
- Großkreuz des Hausordens Albrechts des Bären im Jahre 1873
- Hausorden der Wendischen Krone, Großkreuz: 17. April 1877
- Hubertusorden: 1883[8]
- Orden der Württembergischen Krone, Großkreuz: 1889[9]
- Hausorden der Treue: 1889[10]
- Orden Berthold des Ersten: 1889
- Herzoglich Sachsen-Ernestinischer Hausorden, Großkreuz
- Roter Adlerorden, 1. Klasse

## Vorfahren
| Ahnentafel Friedrich II., Herzog von Anhalt (1856–1918) | Ahnentafel Friedrich II., Herzog von Anhalt (1856–1918)                                                  | Ahnentafel Friedrich II., Herzog von Anhalt (1856–1918)                                                  | Ahnentafel Friedrich II., Herzog von Anhalt (1856–1918)                                                               | Ahnentafel Friedrich II., Herzog von Anhalt (1856–1918)                                                               | Ahnentafel Friedrich II., Herzog von Anhalt (1856–1918)                                                                  | Ahnentafel Friedrich II., Herzog von Anhalt (1856–1918)                                                                  | Ahnentafel Friedrich II., Herzog von Anhalt (1856–1918)                                                          | Ahnentafel Friedrich II., Herzog von Anhalt (1856–1918)                                                          |
| ------------------------------------------------------- | --- | --- | --- | --- | --- | --- | --- | --- |
| Urgroßeltern                                            | Erbprinz Friedrich von Anhalt-Dessau (1769–1814) ⚭ 1792 Prinzessin Amalie von Hessen-Homburg (1774–1846) | Erbprinz Friedrich von Anhalt-Dessau (1769–1814) ⚭ 1792 Prinzessin Amalie von Hessen-Homburg (1774–1846) | Prinz Friedrich Ludwig Karl von Preußen (1773–1796) ⚭ 1793 Prinzessin Friederike von Mecklenburg-Strelitz (1778–1841) | Prinz Friedrich Ludwig Karl von Preußen (1773–1796) ⚭ 1793 Prinzessin Friederike von Mecklenburg-Strelitz (1778–1841) | Herzog Friedrich von Sachsen-Hildburghausen (1763–1834) ⚭ 1785 Prinzessin Charlotte von Mecklenburg-Strelitz (1769–1818) | Herzog Friedrich von Sachsen-Hildburghausen (1763–1834) ⚭ 1785 Prinzessin Charlotte von Mecklenburg-Strelitz (1769–1818) | Fürst Karl (Hohenzollern-Sigmaringen) (1785–1853) ⚭ 1808 Frau Antoinette Murat (1793–1847)                       | Fürst Karl (Hohenzollern-Sigmaringen) (1785–1853) ⚭ 1808 Frau Antoinette Murat (1793–1847)                       |
| Großeltern                                              | Herzog Leopold IV. von Anhalt-Dessau (1794–1871) ⚭ 1818 Prinzessin Friederike von Preußen (1796–1850)    | Herzog Leopold IV. von Anhalt-Dessau (1794–1871) ⚭ 1818 Prinzessin Friederike von Preußen (1796–1850)    | Herzog Leopold IV. von Anhalt-Dessau (1794–1871) ⚭ 1818 Prinzessin Friederike von Preußen (1796–1850)                 | Herzog Leopold IV. von Anhalt-Dessau (1794–1871) ⚭ 1818 Prinzessin Friederike von Preußen (1796–1850)                 | Prinz Eduard von Sachsen-Altenburg (1804–1852) ⚭ 1835 Prinzessin Amalie von Hohenzollern-Sigmaringen (1815–1841)         | Prinz Eduard von Sachsen-Altenburg (1804–1852) ⚭ 1835 Prinzessin Amalie von Hohenzollern-Sigmaringen (1815–1841)         | Prinz Eduard von Sachsen-Altenburg (1804–1852) ⚭ 1835 Prinzessin Amalie von Hohenzollern-Sigmaringen (1815–1841) | Prinz Eduard von Sachsen-Altenburg (1804–1852) ⚭ 1835 Prinzessin Amalie von Hohenzollern-Sigmaringen (1815–1841) |
| Eltern                                                  | Herzog Friedrich I. (Anhalt) (1831–1904) ⚭ 1854 Prinzessin Antoinette von Sachsen-Altenburg (1838–1908)  | Herzog Friedrich I. (Anhalt) (1831–1904) ⚭ 1854 Prinzessin Antoinette von Sachsen-Altenburg (1838–1908)  | Herzog Friedrich I. (Anhalt) (1831–1904) ⚭ 1854 Prinzessin Antoinette von Sachsen-Altenburg (1838–1908)               | Herzog Friedrich I. (Anhalt) (1831–1904) ⚭ 1854 Prinzessin Antoinette von Sachsen-Altenburg (1838–1908)               | Herzog Friedrich I. (Anhalt) (1831–1904) ⚭ 1854 Prinzessin Antoinette von Sachsen-Altenburg (1838–1908)                  | Herzog Friedrich I. (Anhalt) (1831–1904) ⚭ 1854 Prinzessin Antoinette von Sachsen-Altenburg (1838–1908)                  | Herzog Friedrich I. (Anhalt) (1831–1904) ⚭ 1854 Prinzessin Antoinette von Sachsen-Altenburg (1838–1908)          | Herzog Friedrich I. (Anhalt) (1831–1904) ⚭ 1854 Prinzessin Antoinette von Sachsen-Altenburg (1838–1908)          |
| Friedrich II., Herzog von Anhalt (1856–1918)            | | | | | | | | |